# Cusey
Cusey est une commune française située dans le département de la Haute-Marne, en région Grand Est.

## Géographie

### Localisation
La commune de Cusey est limitrophe des départements de Côte-d'Or et de Haute-Saône.
| Isômes | Choilley-Dardenay   | Champlitte Haute-Saône        |
|        | Cusey               | Percey-le-Grand Haute-Saône   |
| Occey  | Sacquenay Côte-d'Or | Chaume-et-Courchamp Côte-d'Or |

### Hydrographie
La commune est dans le bassin versant de la Saône au sein du bassin Rhône-Méditerranée-Corse. Elle est drainée par le canal de la Marne à la Saône, la Vingeanne, le Badin et la Vêvre.
Le canal de la Marne à la Saône est un canal à bief de partage au gabarit Freycinet, d'une longueur de 160 km reliant les vallées de la Marne et de la Saône, géré par les Voies navigables de France. 
La Vingeanne, d'une longueur de 93 km, prend sa source dans la commune de Aprey et se jette  dans la Saône à Heuilley-sur-Saône, après avoir traversé 30 communes. 
Le Badin, d'une longueur de 17 km, prend sa source dans la commune de Le Val-d'Esnoms et se jette  dans la Vingeanne sur la commune, après avoir traversé quatre communes. 

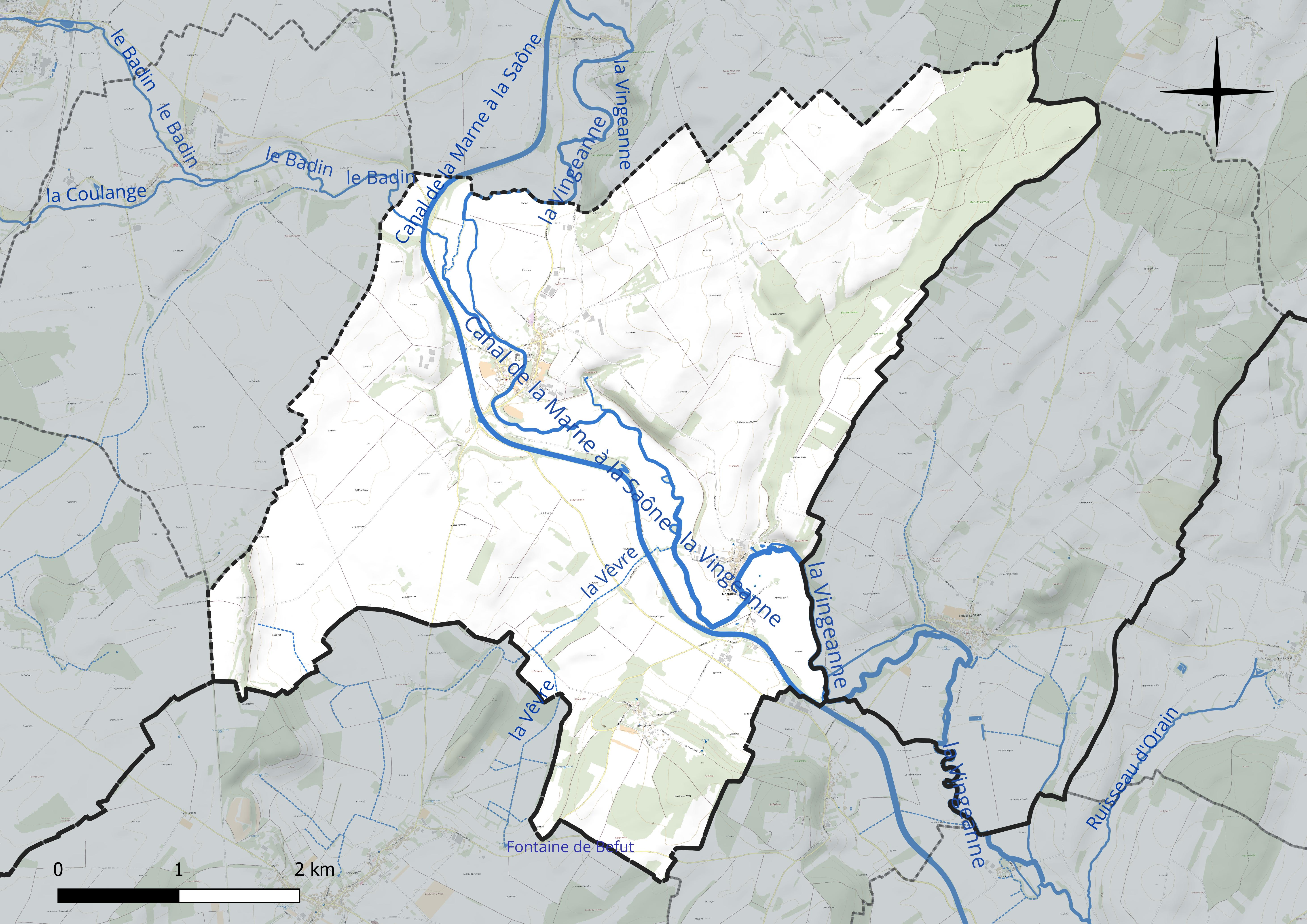
Réseau hydrographique de Cusey.

### Climat
Pour des articles plus généraux, voir Climat du Grand Est et Climat de la Haute-Marne.
En 2010, le climat de la commune est de type climat des marges montargnardes, selon une étude du Centre national de la recherche scientifique s'appuyant sur une série de données couvrant la période 1971-2000. En 2020, Météo-France publie une typologie des climats de la France métropolitaine dans laquelle la commune est exposée à un climat océanique altéré et est dans la région climatique  Lorraine, plateau de Langres, Morvan, caractérisée par un hiver rude (1,5 °C), des vents modérés et des brouillards fréquents en automne et hiver. 
Pour la période 1971-2000, la température annuelle moyenne est de 10,3 °C, avec une amplitude thermique annuelle de 17,7 °C. Le cumul annuel moyen de précipitations est de 851 mm, avec 12,5 jours de précipitations en janvier et 8,4 jours en juillet. Pour la période 1991-2020, la température moyenne annuelle observée sur la station météorologique de Météo-France la plus proche, « Coublanc », sur la commune de Coublanc à 11 km à vol d'oiseau, est de 10,9 °C et le cumul annuel moyen de précipitations est de 926,7 mm. 
La température maximale relevée sur cette station est de 41 °C, atteinte le 25 juillet 2019 ; la température minimale est de −26 °C, atteinte le 9 janvier 1985,,. 
Les paramètres climatiques de la commune ont été estimés pour le milieu du siècle (2041-2070) selon différents scénarios d'émission de gaz à effet de serre à partir des nouvelles projections climatiques de référence DRIAS-2020. Ils sont consultables sur un site dédié publié par Météo-France en novembre 2022.

## Urbanisme

### Typologie
Au 1er janvier 2024, Cusey est catégorisée commune rurale à habitat dispersé, selon la nouvelle grille communale de densité à sept niveaux définie par l'Insee en 2022.
Elle est située hors unité urbaine. Par ailleurs la commune fait partie de l'aire d'attraction de Dijon, dont elle est une commune de la couronne,. Cette aire, qui regroupe 333 communes, est catégorisée dans les aires de 200 000 à moins de 700 000 habitants,.

### Occupation des sols
L'occupation des sols de la commune, telle qu'elle ressort de la base de données européenne d’occupation biophysique des sols Corine Land Cover (CLC), est marquée par l'importance des territoires agricoles (83,1 % en 2018), une proportion sensiblement équivalente à celle de 1990 (83,2 %). La répartition détaillée en 2018 est la suivante : 
terres arables (71,9 %), forêts (15,7 %), prairies (11,1 %), zones urbanisées (1,2 %), zones agricoles hétérogènes (0,1 %). L'évolution de l’occupation des sols de la commune et de ses infrastructures peut être observée sur les différentes représentations cartographiques du territoire : la carte de Cassini (XVIIIe siècle), la carte d'état-major (1820-1866) et les cartes ou photos aériennes de l'IGN pour la période actuelle (1950 à aujourd'hui).

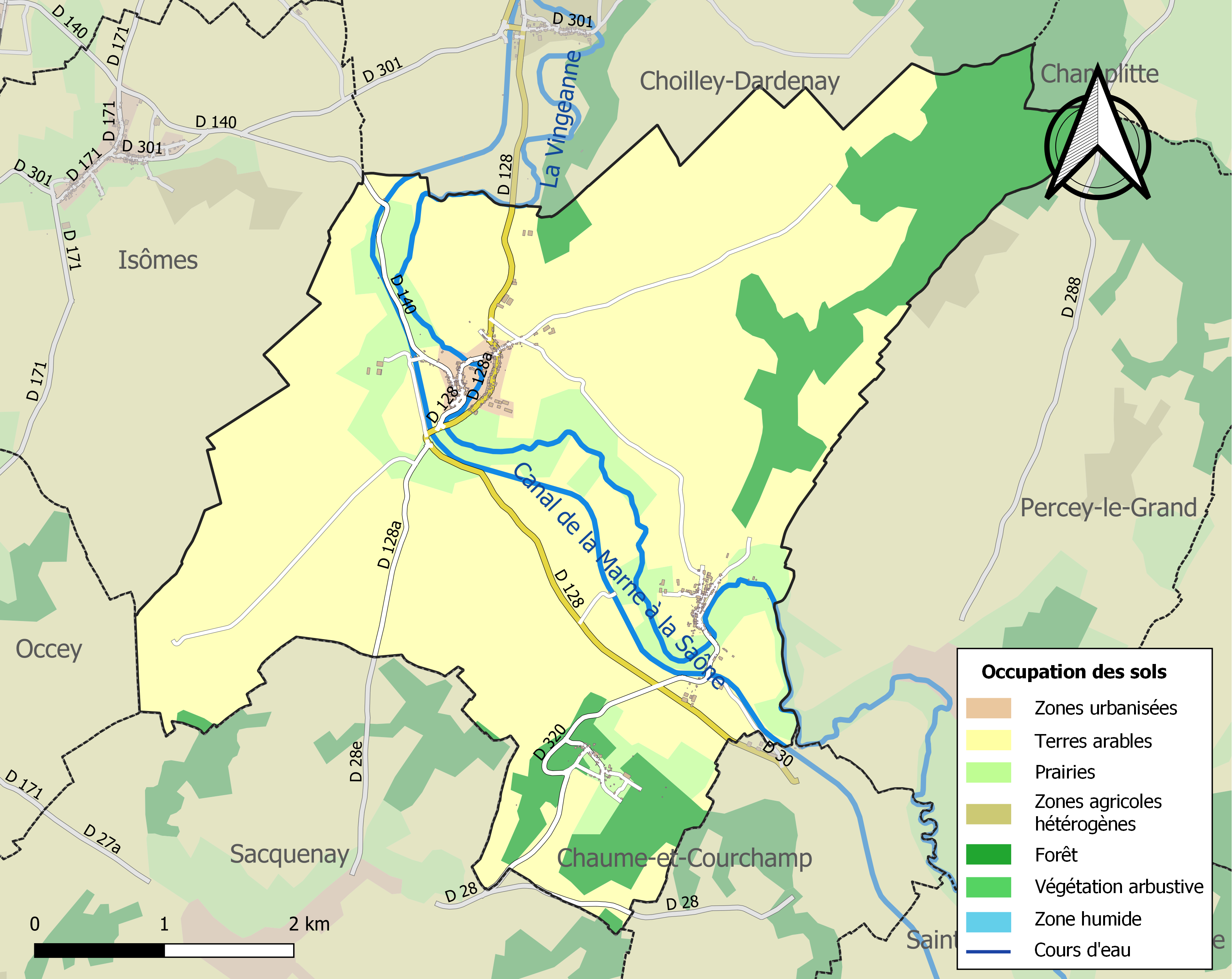
Carte des infrastructures et de l'occupation des sols de la commune en 2018 (CLC).

## Toponymie
Le nom de la localité est attesté sous les formes Cusé (1170) ; Cuseyum (1235) ; Cuyseium (1255) ; Cusei amprès Montsaujon (1311) ; Cuscey (1347) ; Cusey (1464) ; Cussey (1769).

Son nom pourrait dériver de la racine hydronymique pré-celtique *kus, kos ou pré-latine * cosa que l’on observe dans les noms de rivières comme la Couzon. Cusey et Couzon-sur-Coulange se trouvent sur la même voie d'eau. 

## Histoire
Une ancienne voie romaine (de direction nord-sud) se trouve à l'ouest de la commune.

## Politique et administration
| Période                                  | Période       | Identité           | Étiquette | Qualité                           |
| ---------------------------------------- | ------------- | ------------------ | --------- | --------------------------------- |
|                                          |               | Henri Bourrier     | SE        | Agriculteur                       |
|                                          |               | René Tissier       | SE        | Agriculteur                       |
|                                          | 2001          | Roland Japiot      | SE        | Agriculteur                       |
| 2001                                     | réélu en 2008 | Jean-Michel Rabiet | UMP       | Agriculteur et conseiller général |
| Les données manquantes sont à compléter. |               |                    |           |                                   |

## Population et société

### Démographie

#### Évolution démographique
L'évolution du nombre d'habitants est connue à travers les recensements de la population effectués dans la commune depuis 1793. Pour les communes de moins de 10 000 habitants, une enquête de recensement portant sur toute la population est réalisée tous les cinq ans, les populations de référence des années intermédiaires étant quant à elles estimées par interpolation ou extrapolation. Pour la commune, le premier recensement exhaustif entrant dans le cadre du nouveau dispositif a été réalisé en 2008.

En 2022, la commune comptait 286 habitants, en évolution de +1,78 % par rapport à 2016 (Haute-Marne : −4,62 %, France hors Mayotte : +2,11 %).
| 1793 | 1800 | 1806 | 1821 | 1831 | 1836 | 1841 | 1846 | 1851 |
| ---- | ---- | ---- | ---- | ---- | ---- | ---- | ---- | ---- |
| 496  | 525  | 516  | 479  | 463  | 502  | 484  | 472  | 469  |

| 1856 | 1861 | 1866 | 1872 | 1876 | 1881 | 1886 | 1891 | 1896 |
| ---- | ---- | ---- | ---- | ---- | ---- | ---- | ---- | ---- |
| 418  | 440  | 408  | 401  | 386  | 374  | 371  | 346  | 321  |

| 1901 | 1906 | 1911 | 1921 | 1926 | 1931 | 1936 | 1946 | 1954 |
| ---- | ---- | ---- | ---- | ---- | ---- | ---- | ---- | ---- |
| 289  | 327  | 285  | 251  | 223  | 206  | 201  | 202  | 228  |

| 1962 | 1968 | 1975 | 1982 | 1990 | 1999 | 2006 | 2008 | 2013 |
| ---- | ---- | ---- | ---- | ---- | ---- | ---- | ---- | ---- |
| 209  | 194  | 279  | 254  | 268  | 233  | 244  | 247  | 277  |

| 2018 | 2022 | - | - | - | - | - | - | - |
| ---- | ---- | - | - | - | - | - | - | - |
| 282  | 286  | - | - | - | - | - | - | - |

## Culture locale et patrimoine

### Lieux et monuments
- Le château de Cusey.

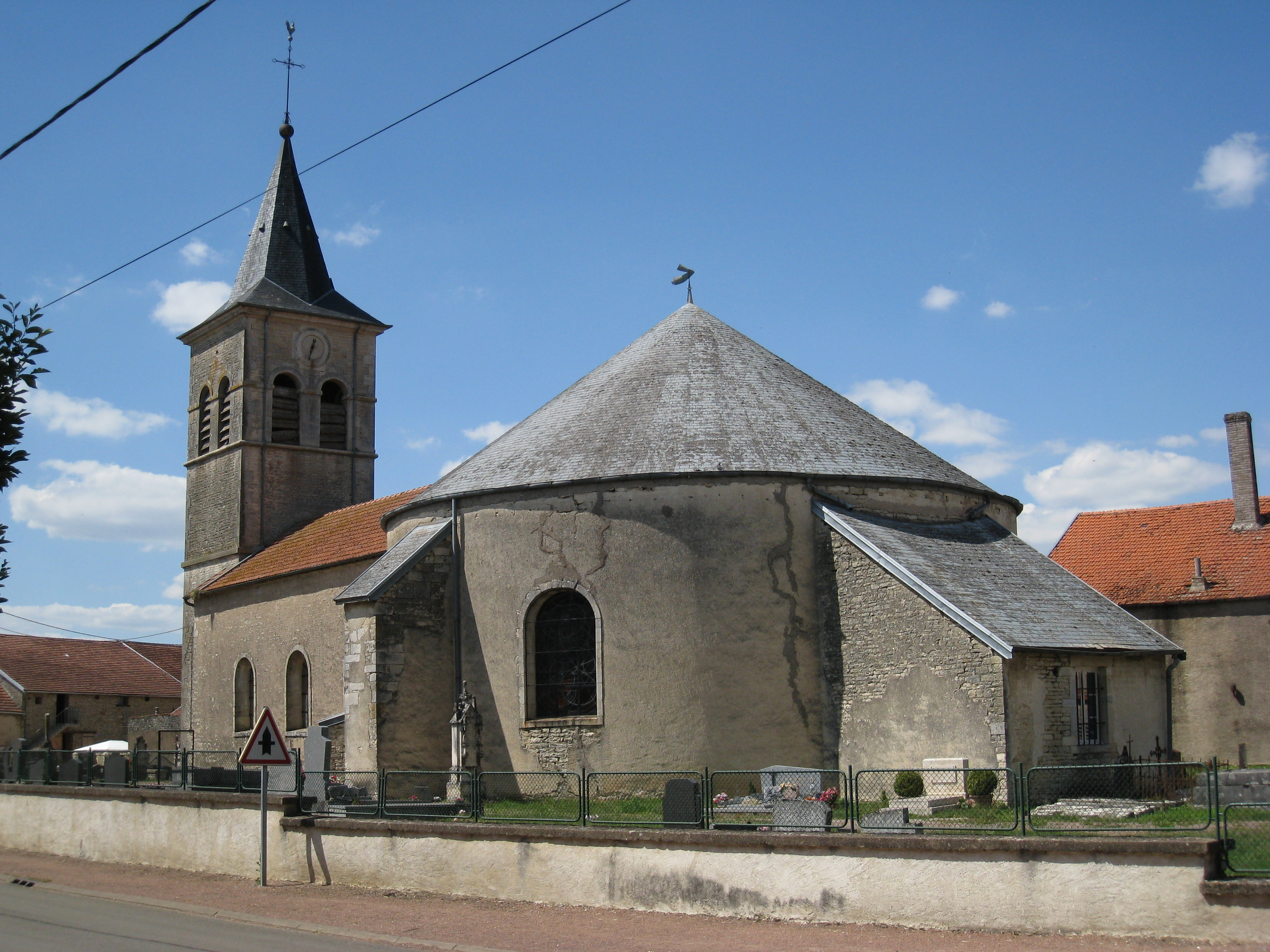
L'église de Cusey et sa rotonde.
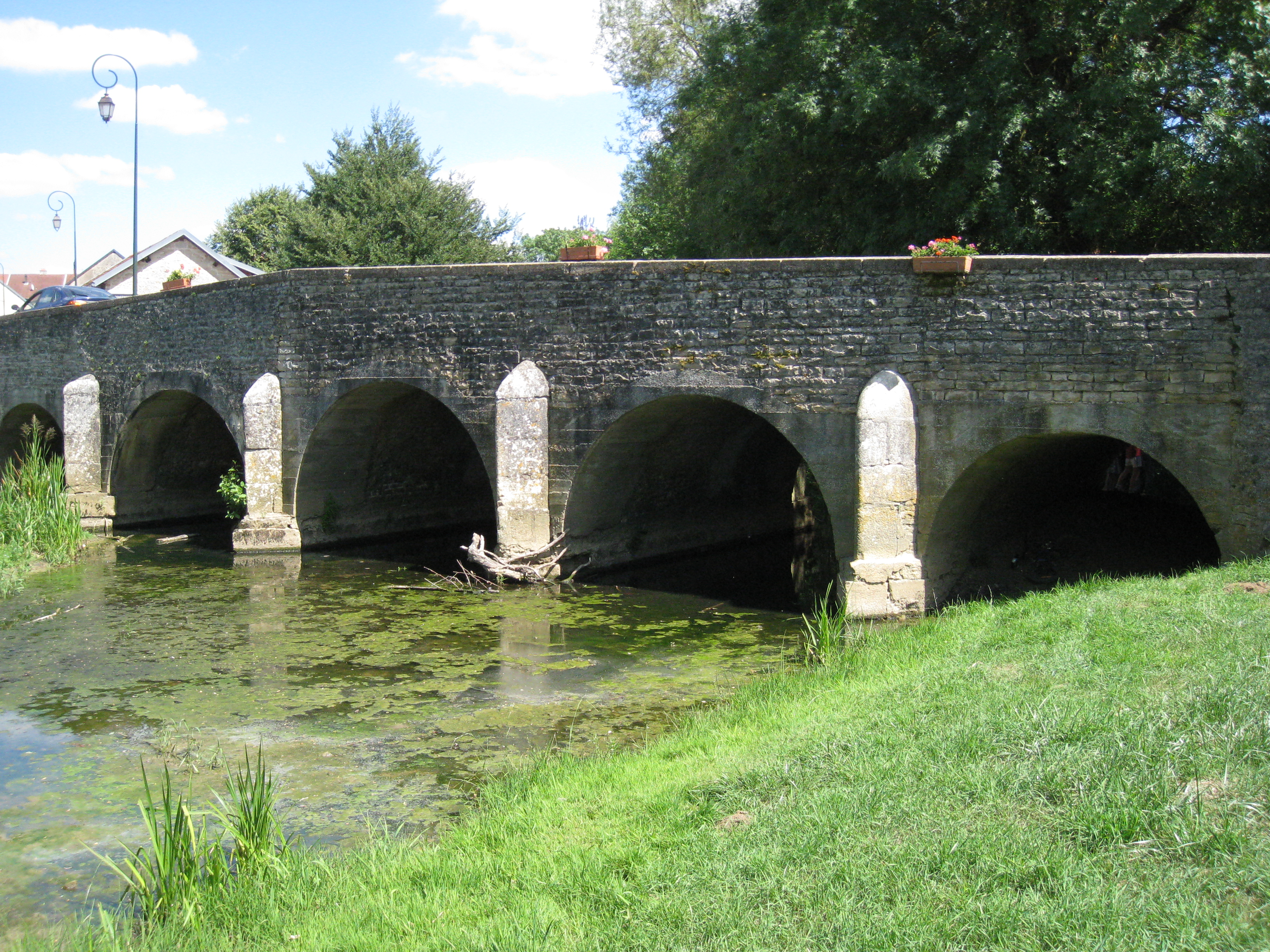
Pont sur la Vingeanne.
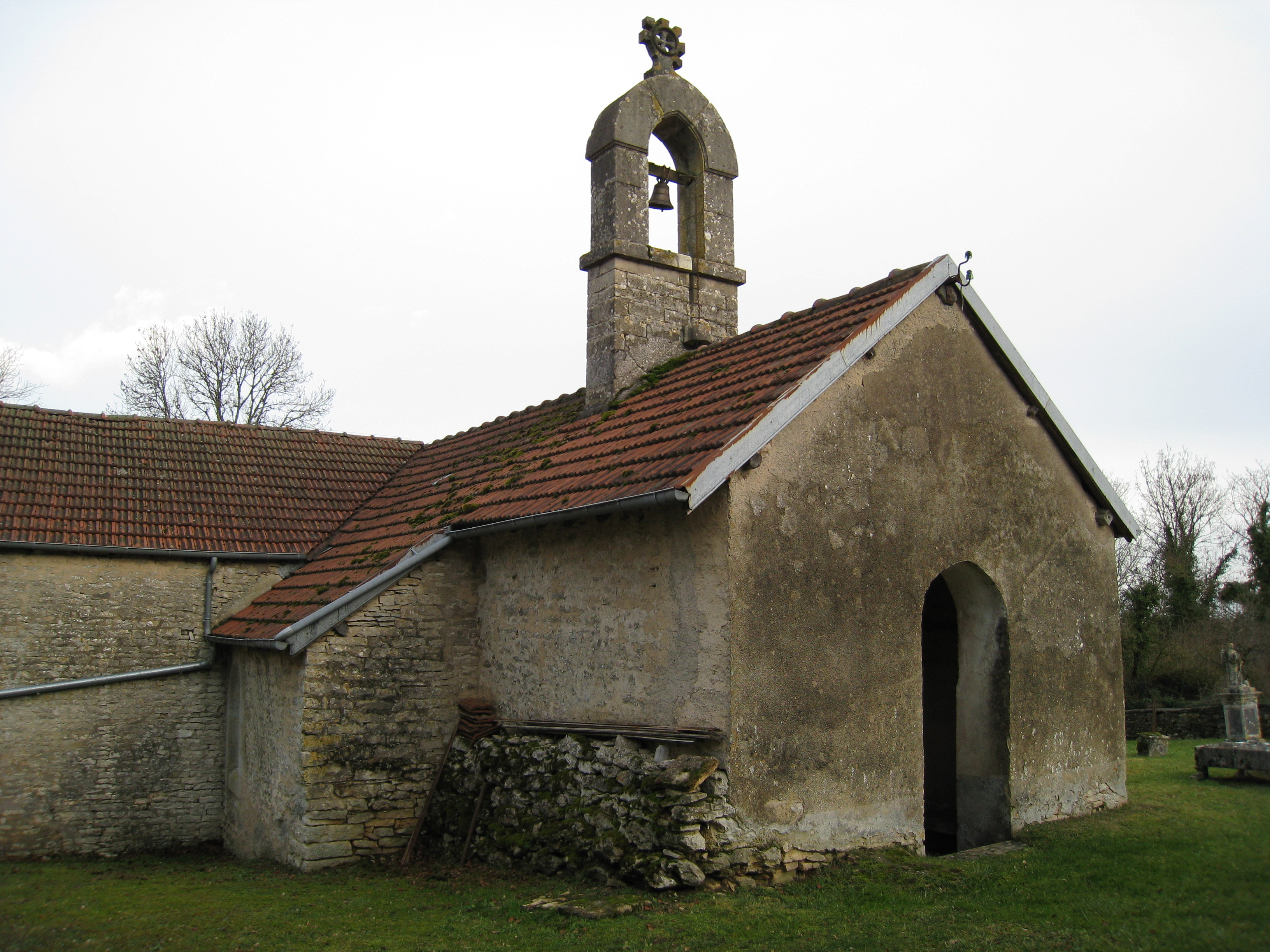
L'église de Montormentier.

### Personnalités liées à la commune
- Amiral Jean Petesch (1912-1971), pilote de l'aéronavale au passé glorieux lors du conflit 1939-1945.
- Général Albert Sébillon (1851-1946), général du service de santé des armées lors du conflit 1914-1918.
- Monseigneur Joseph Bigolet (1872-1923), des missions étrangères de Paris au Tonkin occidental, évêque de cette zone, décédé à l'hôpital de Hong-Kong.
- Révérend père Honoré Tissier (1864-1919), lui aussi des missions étrangères de Paris, évangélisateur au Tonkin occidental, lui aussi décédé à l'hôpital de Hong-Kong.